# Les Bigos
Les Bigos – niezależny polski zespół industrialno-rockowy, przedstawiciel nowoczesnej alternatywnej sceny muzycznej.

## Historia
Zespół powstał na początku 1998 roku dzięki spotkaniu muzyków zespołów: NoLimits, Hectcöre oraz Burdock. Muzycy znali się już wcześniej ze wspólnych występów w ramach Gdańskiej Sceny Alternatywnej oraz występów na Nowej Scenie, czy w Rock Cafe Buda. Artyści koncertowali głównie w klubach Trójmiasta. W 2000 roku Les Bigos zrezygnował z występów „na żywo” i rozpoczął pracę nad materiałem studyjnym na płytę. Producentem nagrań został Tomasz Bonarowski. Singel z piosenką „Że ciebie nie ma” zadebiutował na Liście Przebojów Programu Trzeciego. W 2001 roku zespół wydał kolejny singel „Ding dong”, który dotarł do 18. miejsca. Kolejnym utworem goszczącym na trójkowej liście był „Czy to prawda”. W grudniu 2001 roku zespół nagrał także własną wersję kolędy „Wśród nocnej ciszy”.
W promocji twórczości zespołu pomogło wsparcie radiowej Trójki. W 2002 roku zespół podpisał kontrakt z wytwórnią Universal Music Polska na wydanie utworu Ding dong w ramach kompilacji Nowa Energia 2. W 2003 roku zespół trafił jako pierwszy na kompilację zespołów awangardowych sygnowaną nazwiskiem Piotra Kaczkowskiego pt. minimax pl. W 2005 roku Abelard Giza, reżyser kina niezależnego, wykorzystał do swojego filmu Towar dwa utwory zespołu: „Szłiki” oraz „Że ciebie nie ma”. 30 lipca 2007 roku, nakładem wytwórni 4everMusic, ukazała się płyta długogrająca pt. G.D.Y.N.I.A.. W tym samym roku Les Bigos wystąpił również na Festiwalu w Jarocinie, w ramach bloku muzycznego prowadzonego przez Piotra Kaczkowskiego.
Największy wpływ na rozwój zespołu miało uznanie jego twórczości przez różne osoby z branży muzycznej m.in. znanych dziennikarzy i krytyków muzycznych takich jak: Piotr Kaczkowski, Marek Niedźwiecki, Paweł Kostrzewa i Tomasz Żąda.
26 sierpnia 2011 roku, w Gryfińskim Domu Kultury zespół zarejestrował akustyczny koncert Bez przypraw. Oficjalna premiera wydawnictwa odbyła się w czerwcu 2013 roku. Nagrania pojawiły się na oficjalnej stronie zespołu, a w 2019 roku zostały udostępnione w streamingu poprzez platformę Amuse, odpowiedzialną za cyfrową dystrybucję muzyki. Drugi studyjny album zespołu pt. J.E.S.S. ukazał się 22 października 2024 roku, również za pośrednictwem tej platformy. Płyta została wyprodukowana przez Jurka Kwapicha oraz współproducentów: Adama Toczko, Szymona Sieńko, Tomka Bonarowskiego i Sebastiana Bechcickiego.
W kwietniu 2024 roku do grupy dołączyła basistka Dorota Prawdzik, z którą w latach 90 Jerzy Kwapich i Katarzyna Filoda tworzyli zespół Burdock.

## Muzycy

### Obecny skład zespołu
- Jerzy Piotr Kwapich – gitara, samplery
- Katarzyna Filoda – śpiew
- Dorota Prawdzik – gitara basowa

Źródło: strona zespołu

### Byli członkowie
- Sebastian Bechcicki – instrumenty klawiszowe
- Robert Dobrucki – saksofony
- Krzysztof Cybulski – śpiew
- Grzegorz Żmijewski – gitara basowa
- Michał Młyniec – perkusja
- Sławomir Kliszewski – perkusja
- Arkadiusz Niziołek – perkusja
- Maciej Szkudlarek – gitara
- Krzysztof Twardosz – gitara
- Sławomir Czarnata – gitara, gitara basowa
- Maciej Młyńczak – gitara
- Andrzej Kozioł – gitara basowa

## Dyskografia
- G.D.Y.N.I.A. – LP, CD (4everMusic, nr.kat. 018) (2007)
  - Nagrania: Burdock Studio, BonAir Studio
  - Produkcja: Tomasz Bonarowski

Spis utworów
1. Ding dong
2. Szłiki
3. Bonas
4. Masmak
5. Olika
6. Patra
7. Bila
8. 613
9. Czy to prawda
10. Że ciebie nie ma
11. Przez
12. Słyszysz krzyk

- J.E.S.S.[7] LP, CD (AMUSE, nr.kat. 3487835, UPC: 7300342612804) (2024)
  - Nagrania: Burdock Studio, BonAir Studio, KULTove, Teatr Kamienica im. Emiliana Kamińskiego
  - Produkcja: Jerzy Kwapich, Tomasz Bonarowski, Adam Toczko, Szymon Sieńko, Sebastian Bechcicki

Spis utworów
1. Chcieć cię mniej
2. Fontana
3. Jestem tylko twoim snem
4. Jeżeli
5. Limeral
6. Melancholia
7. Nacht
8. Nic nie znaczy
9. Nie lubisz mnie
10. Qlon
11. Szpilmanos
12. Mocniej

### Kompilacje
- Minimax pl – CD (Sonic Records – 6 grudnia 2003 nr. kat. 67349111)
- Nowa Energia 2 – CD (Universal Music – 29 sierpnia 2002 nr. kat. 0647142)

## Single
- Że ciebie nie ma – SP (Burdock Studio)
- Ding dong – SP (Burdock Studio)
- Czy to prawda – SP (Burdock Studio)
- Olika – SP (Burdock Studio)